# Death Wish (soundtrack)
Death Wish från 1974 är ett musikalbum av jazzpianisten Herbie Hancock med soundtracket till actionfilmen Death Wish – våldets fiende nr 1 av Dino De Laurentiis.

## Låtlista
All musik är komponerad av Herbie Hancock.
1. Death Wish [main title] – 6:15
2. Joanna's Theme – 4:46
3. Do a Thing – 2:14
4. Paint Her Mouth – 2:18
5. Rich Country – 3:47
6. Suite Revenge: a) Striking Back / b) Riverside Park / c)The Alley / d) Last Stop / e) 8th Avenue Station – 9:25
7. Ochoa Knose – 2:09
8. Party People – 3:33
9. Fill Your Hand – 6:16

## Medverkande
- Herbie Hancock – piano m m, dirigent, arrangör
- Jerry Peters – dirigent, arrangör (spår 1, 2, 5, 6b)